# Eupithecia famularia
Eupithecia famularia là một loài bướm đêm trong họ Geometridae.